# NGC 1436
NGC 1436 je galaksija u zviježđu Eridan.

## Vanjske poveznice
- SEDS: NGC 1436